# Shock Theater
Shock Theatre (comercializat ca Shock!) este un pachet de 52 de filme de groază clasice dinainte de 1948 de la Universal Studios lansate pentru difuzare națională în octombrie 1957 de către Screen Gems, filiala de televiziune a companiei Columbia Pictures. Pachetul Shock Theatre a inclus Dracula, Frankenstein, The Mummy, The Invisible Man și The Wolf Man, precum și câteva filme cu spioni și de mister fără elemente de groază. Un al doilea pachet, Son of Shock, a fost lansat pentru televiziune de către Screen Gems în 1958, cu 20 de filme de groază atât de la Universal, cât și de la Columbia.
Filmele erau difuzate la televiziune de obicei la sfârșitul săptămânii, noaptea târziu, fiind prezentate de o gazdă costumată într-un costum de groază (horror host), ca de exemplu Roland/Zacherley (John Zacherle) pe WCAU-TV din Philadelphia în 1957-58 sau Vampira (Maila Nurmi) pe  KABC-TV din Los Angeles.

## Lista filmelor

### Shock Theater
Filmele care apar în cartea  Universal Horrors sunt:
- Dracula (1931)
- Frankenstein (1931)
- Murders in the Rue Morgue (1932)
- The Mummy (1932)
- The Secret of the Blue Room (1933)
- The Invisible Man (1933)
- The Black Cat (1934)
- Secret of the Chateau (1934)
- The Mystery of Edwin Drood (1935)
- The Raven (1935)
- The Great Impersonation (1935)
- Werewolf of London (1935)
- Chinatown Squad (1935)
- The Invisible Ray (1936)
- Dracula's Daughter (1936)
- Night Key (1937)
- The Man Who Cried Wolf (1937)
- Reported Missing! (1937)
- The Spy Ring (1938)
- The Last Warning (1938)
- Son of Frankenstein (1939)
- Mystery of the White Room (1939)
- The Witness Vanishes (1939)
- The Invisible Man Returns (1940)
- Enemy Agent (1940)
- The Mummy's Hand (1940)
- Man Made Monster (1941)
- A Dangerous Game (1941)
- Horror Island (1941)
- Sealed Lips (1942)
- The Wolf Man (1941)
- The Mad Doctor of Market Street (1942)
- The Strange Case of Doctor Rx (1942)
- Night Monster (1942)
- The Mystery of Marie Roget (1942)
- The Mummy's Tomb (1942)
- Nightmare (1942)
- Destination Unknown
- Frankenstein Meets the Wolf Man (1943)
- The Mad Ghoul (1943)
- Son of Dracula (1943)
- Calling Dr. Death (1943)
- The Mummy's Ghost (1944)
- Weird Woman (1944)
- Dead Man's Eyes (1944)
- The Frozen Ghost (1945)
- Pillow of Death (1945)
- House of Horrors (1946)
- She-Wolf of London (1946)
- The Spider Woman Strikes Back (1946)
- The Cat Creeps (1946)
- Danger Woman (1946)

### Son of Shock
- Before I Hang (1940)
- Behind the Mask (1932)
- Black Friday (1940)
- The Black Room (1935)
- The Boogie Man Will Get You (1942)
- Bride of Frankenstein (1935)
- Captive Wild Woman (1943)
- The Devil Commands (1941)
- The Face Behind the Mask (1941)
- Ghost of Frankenstein (1942)
- House of Dracula (1945)
- House of Frankenstein (1944)
- The Invisible Man's Revenge (1944)
- Island of Doomed Men (1940)
- The Jungle Captive (1945)
- The Man They Could Not Hang (1939)
- The Man Who Lived Twice (1936)
- The Man with Nine Lives (1940)
- The Mummy's Curse (1944)
- Night of Terror (1933)